# 6944 Elaineowens
6944 Elaineowens è un asteroide della fascia principale. Scoperto nel 1979, presenta un'orbita caratterizzata da un semiasse maggiore pari a 2,3165763 UA e da un'eccentricità di 0,1382224, inclinata di 7,66052° rispetto all'eclittica.